# Сен-Жювен
Сен-Жюве́н (фр. Saint-Juvin) — коммуна во Франции, находится в регионе Шампань — Арденны. Департамент коммуны — Арденны. Входит в состав кантона Гранпре. Округ коммуны — Вузье.
Код INSEE коммуны — 08383.
Коммуна расположена приблизительно в 200 км к востоку от Парижа, в 60 км северо-восточнее Шалон-ан-Шампани, в 55 км к югу от Шарлевиль-Мезьера.
Во время французской революции коммуна временно носила название Мон-сюр-Агрон.

## Население
| Год  | Численность | Численность  |
| ---- | ----------- | ------------ |
| 1968 | 176         | [ 8 ]        |
| 1975 | 172         | [ 8 ]        |
| 1982 | 142         | [ 8 ]        |
| 1990 | 121         | [ 8 ]        |
| 1999 | 129         | [ 8 ]        |
| 2006 | 112         | [ 8 ]        |
| 2011 | 113         | [ 8 ]        |
| 2013 | 111         |              |
| 2015 | 107         | [ 9 ] [ 10 ] |
| 2016 | 105         | [ 8 ]        |
| 2017 | 104         | [ 11 ]       |
| 2018 | 103         | [ 12 ]       |
| 2019 | 102         | [ 13 ]       |
| 2020 | 101         | [ 14 ]       |
| 2021 | 101         | [ 15 ]       |
| 2022 | 100         | [ 4 ]        |

## Экономика
В 2007 году среди 68 человек в трудоспособном возрасте (15—64 лет) 50 были экономически активными, 18 — неактивными (показатель активности — 73,5 %, в 1999 году было 57,7 %). Из 50 активных работали 45 человек (28 мужчин и 17 женщин), безработных было 5 (3 мужчин и 2 женщины). Среди 18 неактивных 4 человека были учениками или студентами, 5 — пенсионерами, 9 были неактивными по другим причинам.

## Достопримечательности
- Церковь Сен-Жювен. Исторический памятник с 1920 года.[17]
- Бывшая мельница Тристан, ныне дом. Памятник культурного значения.[18]

## Фотогалерея
- Статуя Св. Жювьена
- Карта коммуны